# Suburban ghosts
Suburban ghosts is het tweede studioalbum van Downes Braide Association. Alhoewel bij de opnamen van het debuutalbum min of meer was besloten om het bij een album te houden, doken de twee leden Geoff Downes en Chris Braide (dit maal met andere musici) in januari en februari 2015 de studio in (Magical Thinking Studio, Los Angeles). Het album werd goed ontvangen binnen de niche van progressieve rock alhoewel het meer richting progpop neigt. Met name de heldere productie werd benadrukt, zowel Downes als Braide zijn muziekproducenten. Voorafgaand aan het album was Downes op tournee met Yes.
De liedjes geven een gevoel van nostalgie, een terugdenken aan hun jeugdige periode in Noord Engeland met wijde landschappen, maar ook zware industrie (“Drowning on English streets in rain where the haunted meet”) en de vergelijking met het leven in Los Angeles ("Time goes fast in California")

## Musici
- Geoff Downes, Chris Braide – alle zang en muziekinstrumenten

Behalve
- Lee Pomeroy – basgitaar Dreaming of England
- Dave Gregory – gitaarsolo Dreaming of England
- Elijah Braide – zang op Live boat

## Muziek
Alles door Downes en Braide

| Nr. | Titel                           | Duur |
| --- | ------------------------------- | ---- |
| 1.  | Machinery of fate               | 5:12 |
| 2.  | Suburban ghosts – parts 1 and 2 | 6:45 |
| 3.  | Suburban ghosts – part 3        | 5:59 |
| 4.  | Vanity                          | 4:14 |
| 5.  | Number one                      | 4:20 |
| 6.  | Interlude                       | 1:13 |
| 7.  | North Sea                       | 5:14 |
| 8.  | One of the few                  | 4:03 |
| 9.  | Time goes fast                  | 4:05 |
| 10. | Live twice                      | 3:51 |
| 11. | Dreaming of England             | 5:52 |
| 12. | Finale                          | 1:49 |

Finale geeft een overgang te horen naar het begin van het album Machinery of fate.